# Ametrodiplosis urticae
Ametrodiplosis urticae is een muggensoort uit de familie van de galmuggen (Cecidomyiidae). De wetenschappelijke naam van de soort is voor het eerst geldig gepubliceerd in 1972 door Kovalev.